# Недзьведзь (Любуське воєводство)
Недзьведзь (пол. Niedźwiedź) — село в Польщі, у гміні Лаґув Свебодзінського повіту Любуського воєводства.
Населення — 292 особи (2011).
У 1975-1998 роках село належало до Зеленогурського воєводства.

## Демографія
Демографічна структура станом на 31 березня 2011 року:
|          | Загалом | Допрацездатний вік | Працездатний вік | Постпрацездатний вік |
| -------- | ------- | ------------------ | ---------------- | -------------------- |
| Чоловіки | 161     | 36                 | 113              | 12                   |
| Жінки    | 131     | 27                 | 78               | 26                   |
| Разом    | 292     | 63                 | 191              | 38                   |